# Mantshwabisi
Mantshwabisi è un villaggio del Botswana situato nel distretto di Kweneng, sottodistretto di Kweneng West. Il villaggio, secondo il censimento del 2011, conta 942 abitanti.

## Località
Nel territorio del villaggio sono presenti le seguenti 7 località:
- Kokojane,
- Makojwe di 18 abitanti,
- Matlho-a-podi di 40 abitanti,
- Mosome di 23 abitanti,
- Phunyakgetsi di 36 abitanti,
- Phuramarapo di 11 abitanti,
- Sentlhorege